# Андра Банковић
Андра Банковић (Јагодина, 27. октобар 1857 — Београд, 5. новембар 1911) био је један од пионира српског социјалистичког покрета.

## Биографија
Андра Банковић је рођен 27. октобра 1857. године, у Јагодини.
Са социјалистичким идејама упознао се у иностранству, од учесника Париске комуне и чланова националних секција бивше Прве интернационале.
Учествовао је у револуционарним покретима у Русији, вратио се у Србију 1887. и с Васом Пелагићем од 1892. радио на организовању Социјалистичке партије.
Уређивао је листове Српски занатлија и Социјалдемократ и иницијатор је покретања Радничких новина. Учествовао је на Првој балканској социјалистичкој конференцији и конгресу Друге интернационале у Лондону.
Умро је 5. новембра 1911. године у Београду. По сопственој жељи сахрањен је без попа. Сахрани су присуствовали многобројни београдски радници, а од њега се говором опростио Димитрије Туцовић.